# Wargandí
Wargandí és una comarca indígena de Panamà. Va ser creada en 2000 amb 775 km², part del territori nord de la província de Darién, específicament del districte de Pinogana. És una comarca d'ètnia kuna i el seu estatut és de corregimiento comarcal, de manera que aquest no posseïx subdivisions polítiques i la capital és Nurra 